# روزالينا
روزالينا (بالإنجليزية: Rosalina)‏ وتعرف في اليابان باسم روزيتا (باليابانية: ロゼッタ) هي شخصية لعبة فيديو خيالية، وهي عبارة عن ساحرة وكان أول ظهور لها في لعبة سوبر ماريو جلاكسي في سنة 2007، تعتبر في اللعبة والدة اللمى وهو نوع كائنات حية خيالي في اللعبة وكذلك مراقبة الكون، يتم مهاجمتها من قبل باوزر وألذي يصيبها ويهاجمها في الفضاء وبعد عودة ماريو يقوم بمساعدتها بإستجماع قواها، وثم تتفق معه على إنقاذ الأميرة بيتش التي يخطفها باوزر، ظهرت روزالينا أيضاً في ألعاب ماريو كارت وي في سنة 2008 وسوبر ماريو 3دي ورلد في سنة 2013 وسوبر سماش برذرز فور نينتندو 3دي إس و وي يو في سنة 2014، الشخصية لاقت رؤية إيجابية مما أدى لتطويرها خلال سلسلة الألعاب.

## القصة
الثنائي السماوي (الفصل الأول)
ذات مرة ، في مكان بعيد بين النجوم ، عاشت فتاة صغيرة تُدعى روزالينا. كانت تعيش في سفينة فضائية تسمى "المجرة" برفقة لوما ، النجمة اللطيفة التي تشبه الياقوت.
كانت روزالينا تحب لوما كثيرا. اعتادت أن تغني لها ترانيم مهدئة كل ليلة حتى تخلد إلى النوم ، وكانت دائمًا تعتني بالنجيمة الصغيرة برفق.
في كل ليلة ، كانت روزالينا تنظر إلى النجوم المتلألئة من خلال النافذة الكبيرة في سفينتها الفضائية. كانت تتساءل عما يوجد وراء النجوم ، وأين ذهب والديها الذين اختفوا عندما كانت صغيرة.
شظايا النجوم (الفصل الثاني)
بينما كانت روزالينا تنظر إلى النجوم ، كانت تلاحظ ومضات من الضوء تتحرك عبر السماء. كانت تلك شظايا النجوم ، قطع صغيرة من النجوم التي سقطت.
اعتقدت روزالينا أن شظايا النجوم كانت جميلة ، وكان لوما يتفق معها. لقد اعتادوا على جمع شظايا النجوم معًا كل ليلة.
قال لوما ذات ليلة ، "يقولون إن شظايا النجوم يمكن أن تمنح الأمنيات."
أضاءت عينا روزالينا. تمنت من كل قلبها أن تعرف المزيد عن والديها في مكان ما هناك.
ربما ، إذا جمعت ما يكفي من شظايا النجوم ، يمكن أن تتحقق أمنيتها يومًا ما.

المذنب ( الفصل الثالث)
اخترق شعاع من الضوء نافذة السفينة. ظنت الفتاة أنه ضوء الشمس الصباحي، فنظرت من النافذة، لتجد مذنبًا أزرق زمردي يلمع أمامها.
هزت الفتاة الصغيرة لوما النائم واستغاثت بحماس، "علينا الذهاب إلى ذلك المذنب!"
نزل الزوجان على المذنب ووجدوا أنه مصنوع من الجليد. بحثوا عاليا ونيرا، لكن لم يكن هناك أثر لأم لوما.
استنفدت الفتاة الصغيرة قواها، فجلست بضربة، غير قادرة على اتخاذ خطوة أخرى.
"انظري!"
حدقت الفتاة فجأة في الأرض الجليدية حيث كان لوما يشير، ولاحظت مجموعات من قطع النجوم محاطة بالجليد.
"رائع، أليس كذلك؟ العثور على قطع النجوم هو تخصصي!" قالت لوما، متوهجة.
"هناك جليد هنا، لكنه دافئ جدًا، أراهن أنه سيكون هناك ماء هنا أيضًا."
قرر الاثنان البقاء على المذنب لفترة من الوقت.
ركب الزوجان المذنب الفيروزي، واستمرا في بحثهما عن أم لوما.

الحلم(الفصل الرابع)
ليلة واحدة، حلمت الفتاة بأمها.
"أين أنت ذاهبة؟" سألتها الأم وهي تبتعد.
ردت الأم دون أن تستدير، "لا تقلقي، عزيزتي. أنا لا أذهب إلى أي مكان. أنا دائما أراقبك، مثل الشمس في النهار والقمر في الليل."
غمرت الفتاة موجة من الحزن.
"ماذا عن عندما تمطر ولا أستطيع رؤية الشمس أو القمر؟"
فكرت والدتها للحظة قبل الرد.
"سأتحول إلى نجمة في السحب وأنتظر حتى تجف دموعك."
عندما استيقظت، كان وجه الفتاة رطبا بالدموع.
"لديك قطع نجوم في عينيك!" قال لوما للفتاة.
مسحت الفتاة وجهها وردت، "هذه دموع، ليست قطع نجوم. أنا أبكي لأنني لن أرى أمي مرة أخرى!"
عند ذلك، بدأ لوما بالبكاء أيضًا. "ماما، يا ماما ... وااااه!"
سافر الزوجان عبر السماء المرصعة بالنجوم، وعلى الرغم من لقاء العديد من المذنبات الأخرى، لم يكن أي منهم يحمل أم لوما.
كان لوما مكتئبا.
"الآن، الآن، لوما. لن تزول سحب المطر إذا استمر بكاءك"، قالت الفتاة، معطية لوما ضغطًا. "سأعطيك هدية إذا توقفت."
أغلقت الفتاة عينيها وقالت بلطف، "سأعتني بك."
مع هذه الكلمات، شعرت بشرارة صغيرة في قلبها.
الدار (الفصل الخامس)
	"سيكون المطبخ هنا، والمكتبة ستكون هناك"، قالت الفتاة لنفسها بنشاط. "سنضع البوابة هنا."
منذ أن تولت الفتاة رعاية لوما، كانت تعمل بنشاط محموم.
"إنه عمل شاق، لكنه يستحق الجهد لبناء منزل سعيد."
اتضح أن قطع النجوم لم تكن الأشياء الوحيدة المدفونة في الجليد. كانت هناك أدوات وأثاث لم يشاهدهما من قبل، واستخدمت الفتاة هذه الأشياء لبناء منزل.
بالنظر إلى المنزل المكتمل، قال لوما، "ألا تعتقد أنه كبير جدًا بالنسبة لنا فقط؟"
مع مكتبة وغرفة نوم ومطبخ ونوافور وبوابة، كان المنزل بالتأكيد فسيحًا، لكن شيء ما بدا مفقودًا.
"لو كان والدي وأخي وأمي هنا"، قالت الفتاة بحنين. في الواقع، كان المنزل كبيرًا جدًا بالنسبة لسكانها الصغيرين.
تلك الليلة، وهي تحتضن دميتها المفضلة بالقرب من قلبها، نامت الفتاة في سفينة الفض